# Ифугао

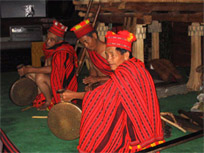
Представители народа ифугао

Ифуга́о — народ на Филиппинах. Проживает на севере острова Лусон. Относится к горным народам. Раса — южноазиатская. Численность — 170 тыс. чел. Верования — традиционные, встречаются протестанты. Самый изученный из горных народов Филиппин.
Язык — ифугао, западно-австронезийской группы австронезийских языков. Среди филиппинских языков относится к центрально-кордильерской группе. Имеет ряд диалектов: амганад, айянган, байнинан, банауэ, батад, бурнай, кабабуйян, кианган, маяояо. Сведения о прошлом ифугао дошли до нас в виде устных генеалогических преданий. Многие помнят своих предков до 10 или даже до 15 колена.

## Этноним
Название «ифугао» происходит от Ifugao или Ipugao, что дословно означает «горные люди». Иногда так называют не только собственно ифугао, но и представителей всех родственных им горных народов Лусона — игоротов.

## Хозяйство
Основные занятия — террасное поливное ручное рисоводство и подсечно-огневое земледелие (ямс, таро, батат, кукуруза, хлопок, овощи). Разводят также домашний скот (свиньи, козы) и птицу, но животноводство развито слабо. На заливных полях разводят рыбу. Охотятся на оленей, диких свиней, буйволов, удавов, крокодилов, ящериц, лягушек, улиток.
Ремёсла — кузнечное, гончарное, ткачество, плетение, резьба по дереву.
Основные земледельческие орудия — длинные узкие деревянные заступы, большие ножи типа мачете, кроме того — топорики, тесла, маленькие ножи. Утварь — плетёные и глиняные вещи, деревянные чаши и ложки.
Основное оружие — копьё, пригодно и для охоты на буйволов, и для войны. Лук и стрелы известны, но считаются неблагородными, с ними охотятся на мелкую дичь.

## Быт
Традиционные поселения разбросаны, включают по 8-10 домов. Жилище — наземное или свайное, с бамбуковыми или дощатыми стенами. Крыша — соломенная. Под крышей устраивают чердак-кладовую, где в корзинах-клетках прячут от хищников на ночь кур. Там же хранят рис и вещи, не нужные для срочного употребления. В прошлом на торцевой стене дома устраивали полку для черепов убитых врагов и буйволов, принесённых в жертву. У наземных жилищ пол глиняный, каменный или деревянный.
Одежда — набедренная повязка у мужчин, саронг у женщин. Прежде была распространена татуировка, сейчас она выходит из употребления.
Пища — все продукты земледелия и добыча от охоты, рыба. Постоянное употребление риса — признак высокого общественного положения. Менее обеспеченные употребляют больше батат и кукурузу. Популярны овощи и фрукты.
Художественный вкус ифугао проявляется в орнаментах на предметах и татуировке. Мотивы — чаще зооморфные или геометрические. Оригинальны танцы. Например, один из танцев, мужской, имитирует бой двух петухов.

## Социальные отношения
Жители одной долины представляют собой эндогамную общность, жители других долин в прошлом считались потенциальными врагами.
Общество делится на сословия: кадангианг (крупные землевладельцы), нутумок (способные жить за счёт своего поля), наватват (бедные). Принадлежность к кадангиангам утверждается жителями всей деревни, сопровождается церемониями и богатым угощением.
Преобладает большая семья. Есть полигиния, брак по сговору (среди богатых). Юноши и девушки из бедных семей женятся по взаимному влечению. В каждой деревне есть дом встреч (агаманг). Там на ночь собираются незамужние девушки, разведённые и вдовы. Там их посещают поклонники. Все пользуются сексуальной свободой, но при более прочной привязанности или беременности начинается сватовство.
Богатые могут иметь по несколько жён, но большими правами пользуется старшая. Её дети наследуют всё состояние отца.

## Верования

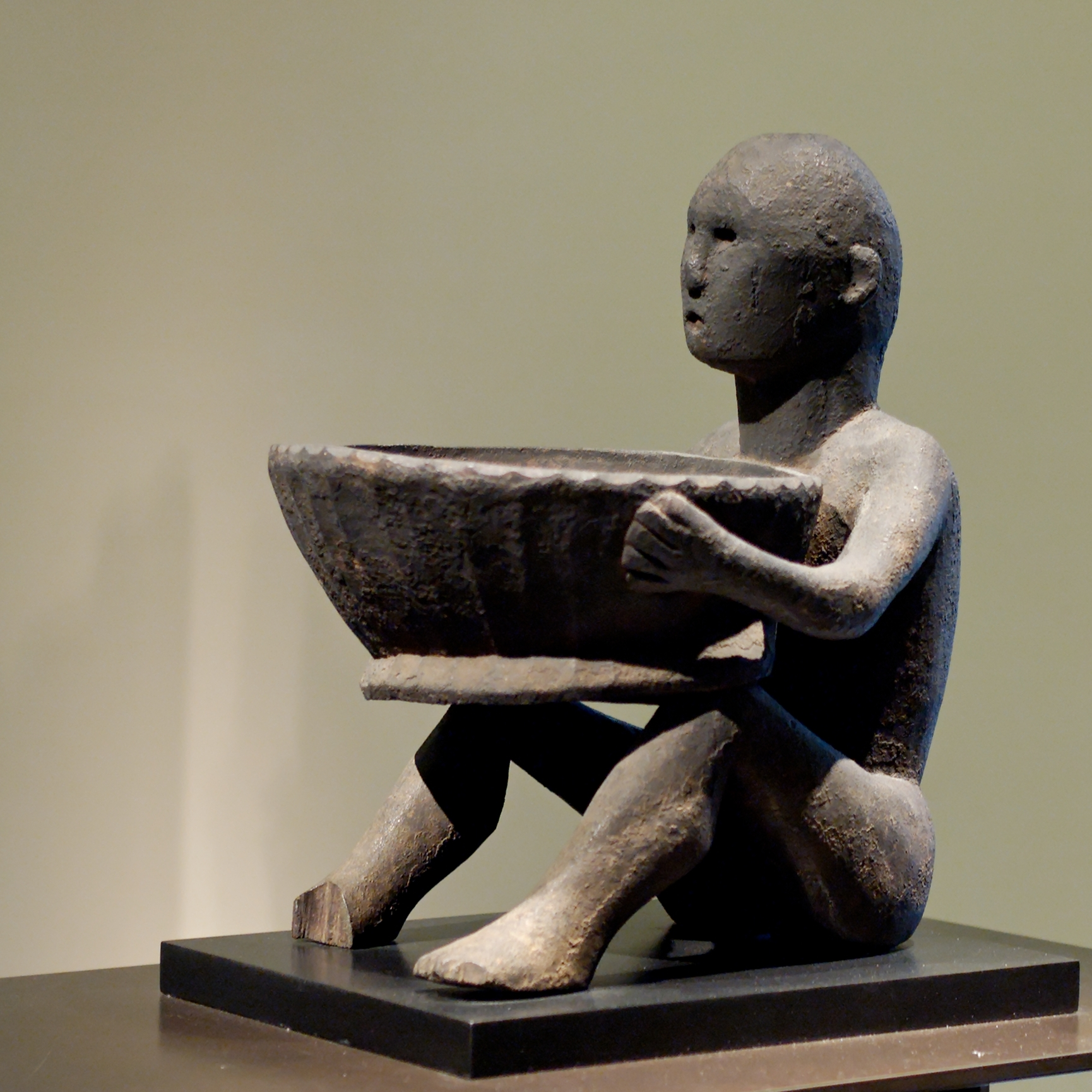
Божество, охраняющее рис. Ифугао. Из коллекции Лувра

Ифугао обожествляют почти каждый предмет, но у них отсутствуют понятия Творца и Верховного Бога. Все религиозные обряды отправляет жрец или колдун. Как правило, это престарелый кадангианг.